# Фізична привабливість

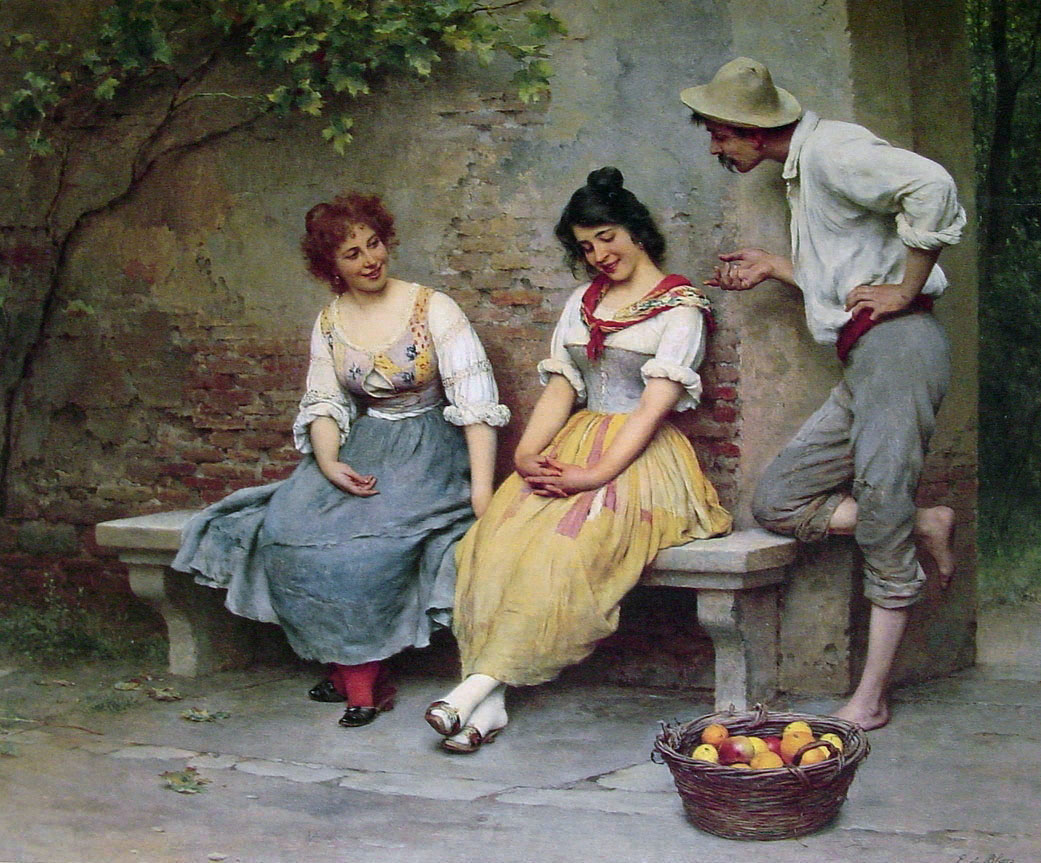
«Флірт». Ежен де Блаас, італійський художник, 1904.

Фізична привабливість — природна якість або стан людської істоти, яка є манливою, не спричиняє байдужості чи роздратування, а, навпаки, породжує потяг.
Фізична привабливість може включати сексуальну привабливість, а також індивідуальні уявлення про пропорції та красу, які можуть дуже відрізнятися серед різних людей.